# 山田眞幹
山田 眞幹（やまだ まさもと ）は、日本の元テニス選手。東京都渋谷区神宮前出身。
現在はマサスポーツシステム代表取締役、日本テニス協会評議委員、日本ビーチテニス連盟会長、日本大学テニス部監督、日本大学生物資源科学部非常勤講師、日本大学文理学部非常勤講師、橘学苑評議委員。
テニススクールの運営、トーナメントの企画運営、大学の指導、スポーツ選手の治療院経営、ビーチテニスの普及など幅広く活動している。